# VJ클럽
《VJ클럽》은 2001년 11월 10일부터 2008년 11월 15일까지 방송된 교양 프로그램이다.

## 기획 의도
우리 주변에서 일어나는 생활 속에 소소한 이야기를 다루는 교양 프로그램이다.

## 방송 시간
| 방송 채널 | 방송 기간                          | 방송 시간                        |
| --------- | ---------------------------------- | -------------------------------- |
| KBS 2TV   | 2001년 11월 10일 ~ 2002년 3월 30일 | 매주 토요일 밤 10:00 ~ 11:10     |
| KBS 2TV   | 2002년 4월 6일 ~ 2005년 4월 30일   | 매주 토요일 낮 12:20 ~ 오후 1:20 |
| KBS 2TV   | 2005년 5월 7일 ~ 2005년 10월 29일  | 매주 토요일 낮 12:30 ~ 오후 1:10 |
| KBS 2TV   | 2005년 11월 5일 ~ 2006년 3월 11일  | 매주 토요일 낮 12:20 ~ 오후 1:10 |
| KBS 2TV   | 2006년 3월 18일 ~ 2006년 11월 18일 | 매주 토요일 낮 12:20 ~ 오후 1:15 |
| KBS 2TV   | 2006년 11월 25일 ~ 2007년 4월 28일 | 매주 토요일 낮 12:20 ~ 오후 1:10 |
| KBS 2TV   | 2007년 5월 5일 ~ 2007년 11월 3일   | 매주 토요일 낮 12:20 ~ 오후 1:20 |
| KBS 2TV   | 2007년 11월 10일 ~ 2008년 8월 9일  | 매주 토요일 낮 12:20 ~ 오후 1:15 |
| KBS 2TV   | 2008년 8월 30일 ~ 2008년 11월 15일 | 매주 토요일 낮 12:30 ~ 오후 1:20 |